# Seaxburh de Wessex
Seaxburh de Wessex (muerta 674). Fue una esposa del rey Cenwalh de Wessex y de acuerdo con la tradición, gobernó Wessex como reina durante un año tras la muerte de Cenwalh. Ella no debe confundirse con su contemporánea, Santa Sexburga de Ely, hija del rey Anna de Anglia Oriental. Seaxburh no era la primera esposa de Cenwalh. Él se había previamente casado con una hermana del rey Penda de Mercia. Se desconoce la fecha en que se casaron, y no se registran hijos de su matrimonio, aunque puede ser que Seaxburh haya actuado como regente de un hijo desconocido, una práctica confirmada en el Imperio Franco donde reinas como Brunhilde y Fredegunda ejercieron el poder en nombre de hijos y nietos. En el año 675, parece que fue sustituida, por Aescwine de Wessex quien condujo a los sajones occidentales con éxito contra Wulfhere de Mercia en ese año.

| Predecesor: Cenwalh | Reina de Wessex 672-674 | Sucesor: Aescwine |